# Roxanne Barker
Roxanne Kimberly "Roxy" Barker (6 de mayo de 1991, Pietermaritzburgo, Sudáfrica) es una jugadora de fútbol sudafricana que juega como portero en el club holandés SC Heerenveen y en la selección nacional femenina de Sudáfrica.

## Biografía

### Universidad de Pepperdine
Barker se entrenó a nivel universitario en los Estados Unidos jugando para el equipo de fútbol universitario femenino de la Universidad de Pepperdine .

## Trayectoria profesional

### Club
Después de completar sus estudios, Barker fue seleccionada por Portland Thorns FC en el Draft de la Universidad NWSL 2013. Portland Thorns prefirió a Adelaide Gay como suplente a su experimentada arquera Karina LeBlanc.
Barker jugó para el club Pali Blues de la W-League durante sus vacaciones universitarias.
Luego regresó a Sudáfrica y jugó diez partidos con el Maties FC, antes de firmar un contrato profesional en Islandia.
Al principio de su carrera, Barker había jugado como central en el Durban Ladies FC, así como en la posición de arquera.
Barker se inscribió en el club islandés Úrvalsdeild Þór / KA para las temporadas 2014 y 2015. Roxy ganó el premio al Jugador Más Valioso de la temporada 2015 del club islandés Úrvalsdeild Þór / KA. Firmó con el SC Heerenveen vrouwen en la liga holandesa para la temporada 2016-2017.

### Internacional
Barker hizo su debut en Sudáfrica en una victoria por 6-0 sobre Tanzania en julio de 2010. Representó al equipo nacional senior (también conocido como "Banyana Banyana") en los Juegos Olímpicos de Londres 2012.
Barker había representado a Sudáfrica en 28 juegos cuando fue convocada para los Juegos Olímpicos de Río 2016.